# Bòbila de Can Duran
La Bòbila de Can Duran és una antiga fàbrica de rajols del municipi de Palau-solità i Plegamans (Vallès Occidental). La xemeneia forma part de l'Inventari del Patrimoni Arquitectònic de Catalunya. La bòbila es troba envoltada majoritàriament de sòl no urbanitzable amb ús agrícola, i per algunes d'edificacions de baixa alçada del barri de La Sagrera. Forma part del mateix conjunt de la Masia de Can Duran.

## Descripció
El recinte està format per diferents construccions que donaven servei a la cadena de producció industrial de la bòbila (forns, assecadors, edificacions annexes, ...). Totes les construccions tenen les parets d'obra vista i els sostres són de teula àrab o d'uralita. Els cossos dels forns consten d'unes voltes de canó de mig punt de maó cuit, que és on s'apilaven els maons per tal de coure’ls. Els cossos dels forns presenten possiblement un reomplert de terra i un segon mur exterior igualment de maó cuit cobert amb sostre de teula àrab o d'uralita, al igual que les altres construccions annexes. En el recinte presideix en alçada una xemeneia de planta i secció quadrangular, feta de maó cuit i de forma troncopiramidal.
La bòbila és una mostra tipològica important de l'arquitectura industrial de principis del segle xx. És un clar exemple dels sistemes constructius i dels materials emprats en la construcció d'aquest tipus d'instal·lacions. No es tracta d'un construcció molt singular, però té un valor històric considerable. El conjunt de la bòbila és interessant des del punt de vista arquitectònic de definició de volums i imatge global del conjunt.

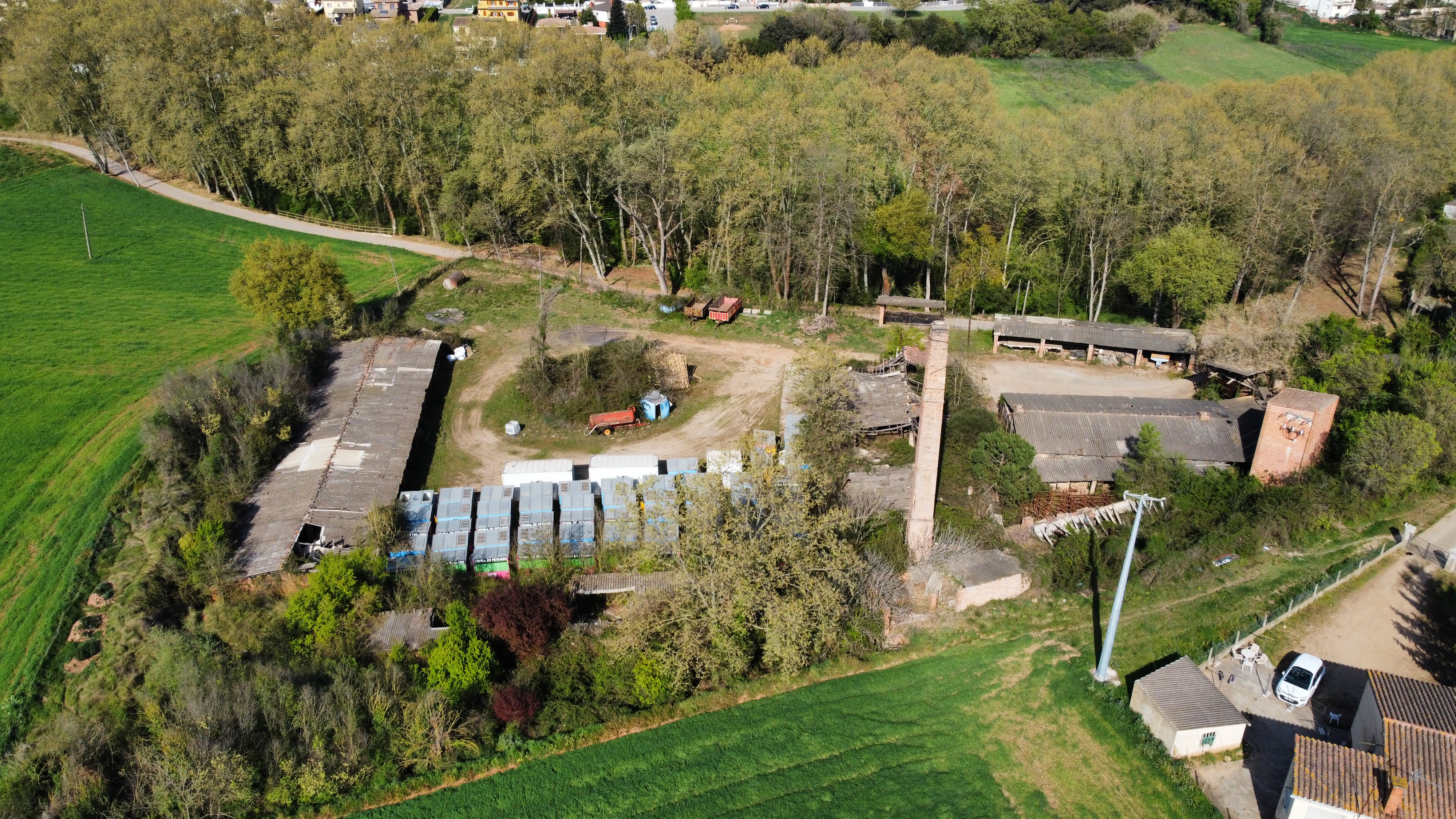
Fotografia aèria de la bòbila de Can Duran

## Història
Tot indica que la bòbila és de principis del s.XX, i en concret dels anys 30 (segons dades aportades pel cadastre). La fàbrica actualment es troba abandonada.